# Harmogaster sulcatula
Harmogaster sulcatula är en skalbaggsart som beskrevs av Schmidt 1911. Harmogaster sulcatula ingår i släktet Harmogaster och familjen Aphodiidae. Inga underarter finns listade i Catalogue of Life.